# Revisión judicial
La revisión judicial (o control judicial, en inglés: judicial review) es un proceso bajo el cual las acciones ejecutivas y (en algunos países) legislativas están sujetas a revisión por parte de la judicatura. Un tribunal con poder de revisión judicial puede invalidar leyes y decisiones que son incompatibles con una autoridad superior; una decisión ejecutiva puede ser invalidada por ser ilegal o una ley puede ser invalidada por violar los términos de una constitución escrita. La revisión judicial es uno de los controles y equilibrios en la separación de poderes: el poder de la judicatura para supervisar las ramas legislativa y ejecutiva cuando estas exceden su autoridad. La doctrina varía según las jurisdicciones, por lo que el procedimiento y el alcance de la revisión judicial pueden diferir entre y dentro de los países.

## Principios generales

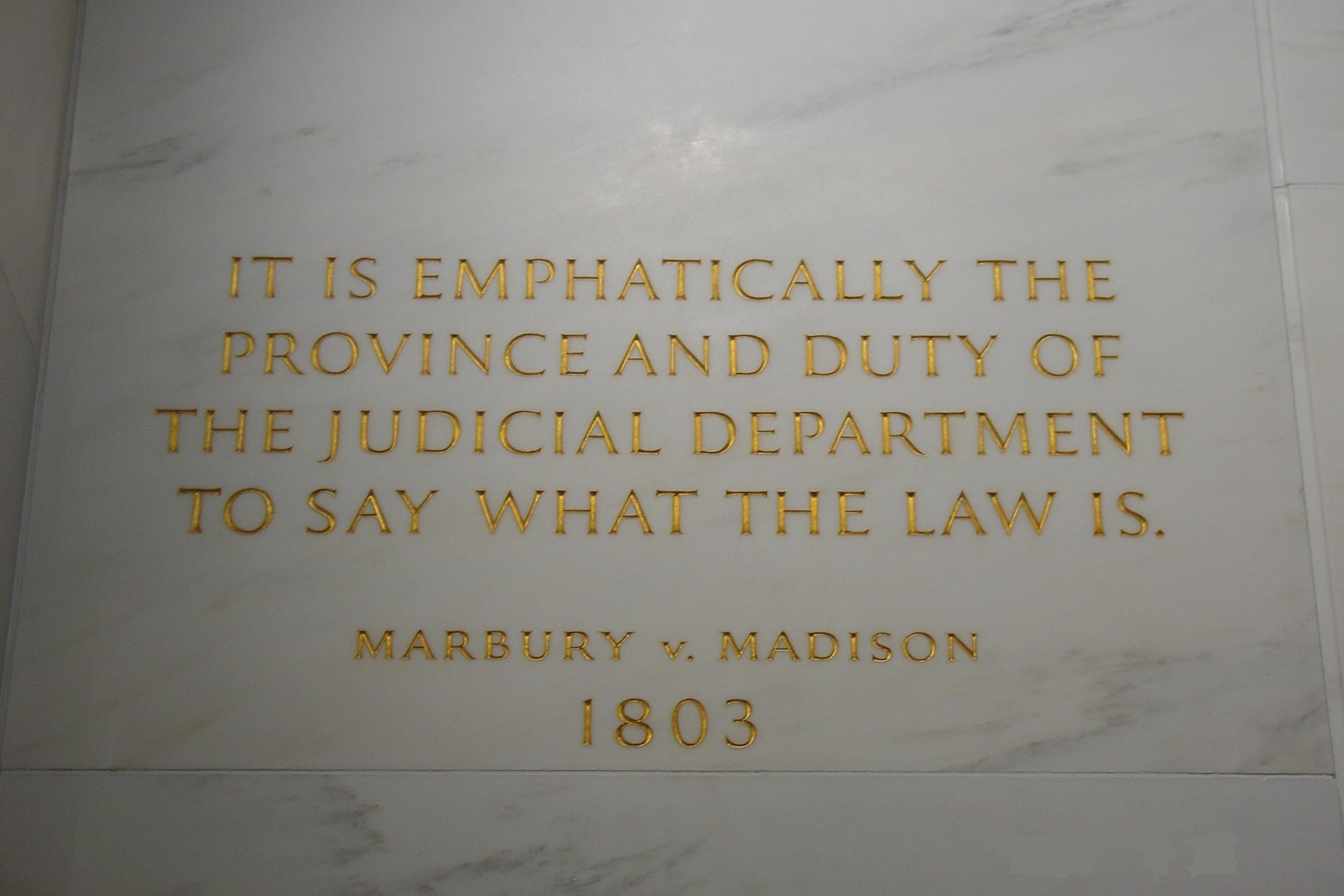
Inscripción en la pared del edificio de la Corte Suprema de los Estados Unidos sobre el caso Marbury contra Madison, en la que el presidente del Tribunal Supremo John Marshall esbozó el concepto de revisión judicial.

La revisión judicial puede entenderse en el contexto de dos sistemas jurídicos distintos, pero paralelos, el derecho continental y el derecho anglosajón o common law, y también mediante dos teorías distintas sobre la forma en que debe organizarse el gobierno con respecto a los principios y doctrinas de supremacía legislativa y separación de poderes.
Primero, dos sistemas legales distintos, el derecho continental y el derecho anglosajón, tienen diferentes puntos de vista sobre la revisión judicial. Los jueces en el derecho anglosajón son vistos como fuentes de la ley, capaces de crear nuevos principios legales, y también capaces de rechazar principios legales que ya no son válidos. En la tradición del derecho continental, los jueces son vistos como aquellos que aplican la ley, sin poder para crear (ni destruir) principios legales.
En segundo lugar, la idea de separación de poderes es otra teoría sobre una forma de gobierno democrática. En contraste con la supremacía legislativa, la idea de la separación de poderes fue presentada por primera vez por Montesquieu; más tarde fue institucionalizado por primera vez en los Estados Unidos por el fallo de la Corte Suprema en el caso Marbury contra Madison bajo la corte de John Marshall. La separación de poderes se basa en la idea de que ningún poder debería predominar sobre los demás sin el debido proceso legal; cada poder debe controlar los otros poderes, creando así un equilibrio entre ellos. La clave está en los controles y el equilibrio. En los Estados Unidos, la revisión judicial se considera un control clave de los poderes de las otras dos ramas del Estado por parte de la judicatura.
Las diferencias en la organización de las diversas formas de gobierno condujeron a diferentes puntos de vista con respecto a la revisión judicial, en los Estados basados en el derecho anglosajón y los que destacaban una separación de poderes tenían más probabilidades de utilizar la revisión judicial. Sin embargo, muchos países cuyos sistemas legales se basan en la idea de supremacía legislativa han aprendido los posibles peligros y limitaciones de confiar el poder exclusivamente a la rama legislativa del Estado. Muchos países con sistemas de derecho continental han adoptado una forma de revisión judicial para detener la tiranía de la mayoría.
Otra razón por la cual la revisión judicial debe entenderse en el contexto del desarrollo de dos sistemas jurídicos distintos (derecho continental y derecho anglosajón o common law) y dos doctrinas (supremacía legislativa y separación de poderes) es que algunos países con sistemas de common law no tienen revisión judicial de la legislación primaria. Aunque en el Reino Unido existe un sistema de common law, el país aún tiene un fuerte apego a la idea de supremacía legislativa; en consecuencia, los jueces en el Reino Unido no tienen el poder de revocar la legislación primaria. Sin embargo, desde que el Reino Unido se convirtió en miembro de la Unión Europea ha habido tensión entre su tendencia a la supremacía legislativa y el sistema legal de la Unión Europea, que otorga específicamente al Tribunal de Justicia de la Unión Europea el poder de revisión judicial.

### Derecho administrativo
La mayoría de los sistemas legales modernos permiten a los tribunales revisar los actos administrativos (decisiones individuales de un organismo público, como la decisión de conceder un subsidio o retirar un permiso de residencia). En la mayoría de los sistemas, esto también incluye la revisión de la legislación secundaria (reglas legalmente aplicables de aplicación general adoptadas por los órganos administrativos). Algunos países (especialmente Francia y Alemania) han implementado un sistema de tribunales administrativos que se encargan de resolver disputas entre el público y la administración. En otros países (incluidos los Estados Unidos y el Reino Unido), la revisión judicial se lleva a cabo por tribunales civiles ordinarios, aunque puede delegarse en paneles especiales dentro de estos tribunales (como el Tribunal Administrativo del Tribunal Superior de Inglaterra y Gales). Los Estados Unidos emplean un sistema mixto en el que algunas decisiones administrativas son revisadas por las Cortes de Distrito de los Estados Unidos (que son los tribunales de primera instancia), algunas son examinadas directamente por las Cortes de Apelaciones de Estados Unidos y otras son examinadas por tribunales especializados como el Tribunal de Apelaciones de los Estados Unidos para Reclamaciones de Veteranos (que, a pesar de su nombre, técnicamente no es parte de la rama judicial federal). Es bastante común que antes de que una solicitud de revisión judicial de un acto administrativo se presente ante un tribunal, se deben cumplir ciertas condiciones preliminares (como una denuncia ante la autoridad). En la mayoría de los países, los tribunales aplican procedimientos especiales en casos administrativos.

### Legislación primaria
Hay tres enfoques amplios para la revisión judicial de la constitucionalidad de la legislación primaria, es decir, leyes aprobadas directamente por una legislatura.

#### Sin revisión por parte de ningún tribunal
Algunos países no permiten una revisión de la validez de la legislación primaria. En el Reino Unido, las leyes no pueden dejarse de lado bajo la doctrina de la soberanía parlamentaria. Otro ejemplo es Holanda, donde la constitución prohíbe expresamente que los tribunales se pronuncien sobre la cuestión de la constitucionalidad de la legislación primaria.

#### Revisión por tribunales generales
En los Estados Unidos, los tribunales federales y estatales (en todos los niveles, tanto de apelación como los de primera instancia) pueden revisar y declarar la "constitucionalidad" o acuerdo con la Constitución (o la falta de legislación) mediante un proceso de interpretación judicial que es relevante para cualquier caso propiamente dentro de su jurisdicción. En el lenguaje jurídico estadounidense, la "revisión judicial" se refiere principalmente a la adjudicación de la constitucionalidad de las leyes, especialmente por parte de la Corte Suprema de los Estados Unidos. Fue establecido en el caso Marbury contra Madison, que se discutió ante el Tribunal Supremo en 1803. También se adoptó un sistema similar en Australia.

#### Revisión por un tribunal especializado
En 1920, Checoslovaquia adoptó un sistema de revisión judicial por un tribunal especializado, el Tribunal Constitucional, según lo escrito por Hans Kelsen, un importante jurista de la época. Este sistema fue adoptado posteriormente por Austria y se hizo conocido como el Sistema de Austria, también bajo la autoría principal de Hans Kelsen, siendo emulado por varios otros países. En estos sistemas, otros tribunales no son competentes para cuestionar la constitucionalidad de la legislación primaria; Sin embargo, a menudo pueden iniciar el proceso de revisión por parte del Tribunal Constitucional.
Rusia adopta un modelo mixto dado que (como en los EE. UU.) Los tribunales de todos los niveles, tanto federales como estatales, están facultados para revisar la legislación primaria y declarar su constitucionalidad; como en la República Checa, existe un tribunal constitucional encargado de revisar la constitucionalidad de la legislación primaria. La diferencia es que en el primer caso, la decisión sobre la adecuación de la ley a la Constitución rusa solo obliga a las partes en el juicio; en el segundo, la decisión del Tribunal debe ser seguida por jueces y funcionarios del gobierno en todos los niveles.

## En jurisdicciones específicas
- Revisión judicial en los Estados Unidos
- Revisión judicial en Suiza